# Kirchanschöring
Kirchanschöring – miejscowość i gmina w południowo-wschodnich Niemczech, w kraju związkowym Bawaria, w rejencji Górna Bawaria, w regionie Südostoberbayern, w powiecie Traunstein. Leży około 15 km na północny wschód od Traunsteinu, przy granicy z Austrią, nad jeziorem Waginger See.

## Demografia
Dane o ludności z 31 grudnia 2008:
| Opis                                | Ogółem | Ogółem | Kobiety | Kobiety | Mężczyźni | Mężczyźni |
| ----------------------------------- | ------ | ------ | ------- | ------- | --------- | --------- |
| Jednostka                           | osób   | %      | osób    | %       | osób      | %         |
| Populacja                           | 3151   | 100    | 1553    | 49,29   | 1598      | 50,71     |
| Wiek przedprodukcyjny (0–17 lat)    | 685    | 21,74  | 308     | 9,77    | 377       | 11,96     |
| Wiek produkcyjny (18–65 lat)        | 1932   | 61,31  | 946     | 30,02   | 986       | 31,29     |
| Wiek poprodukcyjny (powyżej 65 lat) | 534    | 16,95  | 299     | 9,49    | 235       | 7,46      |

## Polityka
Wójtem gminy jest Hans-Jörg Birner z CSU, wcześniej funkcję tę pełnił Albert Reite, rada gminy składa się z 16 osób.
|      | CSU | SPD | FWG | PFL | Razem |
| 2008 | 6   | 3   | 3   | 4   | 16    |
| 2002 | 7   | 2   | 5   | -   | 14    |